# Parallelimport
Parallelimporte sind im Außenhandel Importe durch Dritte und nicht durch den Hersteller, die auf dem Inlandsmarkt parallel zu den dort vom Hersteller vertriebenen identischen Gütern angeboten werden.

## Allgemeines
Beim Parallelimport werden Güter durch dritte Importeure in ein Gebiet importiert, das im Rahmen von Alleinvertriebsrechten über diese Güter einem Wiederverkäufer zur exklusiven Marktbearbeitung zugewiesen worden ist.
Der durch Parallelimporte entstehende Vertriebsweg wurde durch die Hersteller nicht autorisiert.

## Arzneimittel
Insbesondere bei Arzneimitteln kommt der Parallelimport vor. 
Bei einem Parallelimport wird ein Arzneimittel, das in einem anderen EU-Mitgliedstaat bereits zugelassen ist, dort günstiger eingekauft und in einen EU-Staat importiert. Dieses Arzneimittel muss „im Wesentlichen“ identisch sein mit dem „Originalarzneimittel“, das eine gültige nationale Arzneimittelzulassung im Importland besitzt. Der Importeur bringt das Präparat dann parallel zu dem Bezugsarzneimittel im Importland (z. B. Deutschland) in den Verkehr. „Im Wesentlichen“ identisch bedeutet, dass Art und Menge des arzneilich wirksamen Bestandteils, sowie Darreichungsform und Art der Anwendung identisch sein müssen; Abweichungen bei den Hilfsstoffen sind zu akzeptieren.
Der Parallelimporteur benötigt für das Präparat eine nationale Zulassung. Diese gibt es in einem „vereinfachten Verfahren“. Der Parallelimport von Arzneimitteln wird in Deutschland staatlich gefördert. Parallelimporteure benötigen – wie alle pharmazeutischen Unternehmer – eine Herstellungserlaubnis (in Deutschland: § 13 AMG) für das Kennzeichnen der Behältnisse in deutscher Sprache sowie gegebenenfalls das Umpacken (nur äußere Umhüllung) und die anschließende Freigabe, einen Stufenplanbeauftragten (in Deutschland: § 63a AMG) sowie einen Informationsbeauftragten (in Deutschland: § 74a AMG). Sie unterliegen der Überwachung durch die jeweils zuständigen Gesundheitsbehörden.
Im Jahr 2019 lag der  Marktanteil der Parallelimporte im EWR nach Wert bei 3 %. In den sogenannten Netto-Importländern Deutschland, dem Vereinigten Königreich (seit dem Brexit im Januar 2021 kein EWR-Mitglied mehr), den Niederlanden, der Republik Irland und den skandinavischen Ländern fiel der Marktanteil nach Wert mit zirka 8 % deutlich höher aus. Über die Hälfte des EWR-Parallelimports nach Wert (5,7 Mrd. Euro, Dezember 2019) entfiel auf Deutschland (55 %).
In Deutschland wird der Arzneimittelimport durch den Rahmenvertrag über die Arzneimittelversorgung nach § 129 SGB V zwischen dem GKV-Spitzenverband und dem Deutschen Apothekerverband gefördert. Apotheken sind verpflichtet, einen gewissen Teil an preisgünstigen Importarzneimitteln abgeben, so dass das  vorgeschriebene Einsparziel von 2 % pro drei Monate („Importförderklausel“) erreicht wird.
Der Parallelimport ist abzugrenzen vom Parallelvertrieb, von dem man spricht, wenn ein Arzneimittel in einem zentralen Zulassungsverfahren bereits in der gesamten EU zugelassen wurde und somit keine einzelne nationale Zulassung im Importland mehr nötig ist. Vor dem Vertrieb muss das Pharmaunternehmen bei der europäischen Arzneimittelagentur ein Notifizierungsverfahren durchlaufen und danach der zuständigen nationalen Behörde den beabsichtigten Parallelvertrieb anzeigen. Dem Parallelimport gegenüber steht der Parallelexport – also die Ausfuhr von Arzneimitteln, die von multinationalen Unternehmen produziert werden und sowohl vom Hersteller als auch vom Exporthändler parallel in einen anderen Ländermarkt verbracht werden.

## Wirtschaftliche Aspekte
Da Parallelimporte die privatrechtlichen räumlichen Preisdifferenzierungen oder Preisbindungen der Hersteller umgehen, ist der Markt für sie ein grauer Markt und kein Schwarzmarkt. Letzterer setzt voraus, dass es staatliche Einfuhr- oder Ausfuhrverbote gibt, was auf Parallelimporte nicht zutrifft. Parallelimporte sind aus Gründen der Warenverkehrsfreiheit gemäß Art. 34 AEUV ausdrücklich zulässig.
Der Gewinn aus Preisdifferenzierung kann allerdings durch Arbitrageprozesse bedroht werden, wenn Konsumenten aus Hochpreisländern Zugang zum Markt eines Niederpreislandes bekommen. Dies zeigt sich besonders stark im Bereich der Pharmaindustrie. Pharmahersteller versuchen daher in der Regel, mit Hilfe von patent-, urheber- oder markenrechtlichen Bestimmungen den Parallelimport zu unterbinden.
In Ländern mit einem hohen Preisniveau (z. B. der Schweiz) kaufen die Verbraucher häufig direkt im angrenzenden Ausland ein,  weil der Preisvorteil zum Teil immens sein kann (etwa bei Autos, Traktoren oder Medikamenten, siehe auch Einkaufstourismus). Gerade in der Schweiz gibt es viele rechtliche Einschränkungen beim Import. So waren gemäß dem Kodak-Entscheid des schweizerischen Bundesgerichts Parallelimporte patentrechtlich geschützter Güter gegen den Willen des Patentinhabers grundsätzlich unzulässig. Die Verweigerung von Parallelimporten kann jedoch gegen das Kartellgesetz verstoßen. Medikamente müssen in der Schweiz separat zugelassen sein, bevor sie importiert werden dürfen.
Am 1. Juli 2009 trat in der Schweiz ein revidiertes Patentrecht in Kraft, wonach nunmehr auch Parallelimporte von patentgeschützten Produkten, mit Ausnahme von Medikamenten, in die Schweiz zulässig sind.

## Abgrenzung
Der Parallelimport ist vom Reimport zu unterscheiden. Beim Parallelimport werden Güter durch Dritte in ein Gebiet importiert, das im Rahmen von Alleinvertriebsrechten über diese Güter einem Wiederverkäufer zur exklusiven Marktbearbeitung zugewiesen worden sind. Beim Reimport dagegen werden Güter importiert, die zuvor von einem Dritten exportiert worden sind. Parallel- und Reimport stellen also den Verkauf eines Produktes beispielsweise durch einen unautorisierten Großhändler in einem anderen Markt als dem vom Hersteller beabsichtigten Markt dar. Laterale Grauimporte entstehen zwischen zwei Exportländern mit großen Preisunterschieden für dieselben Güter.